# Stark im Recht
Stark im Recht ist der Wahlspruch der Stadt Frankfurt am Main. Er entstand 1837 und symbolisiert das Selbstbewusstsein der Freien Stadt Frankfurt, das sich auf die seit dem Mittelalter bestehenden Privilegien der Freien Reichsstadt gründet.

## Historischer Hintergrund

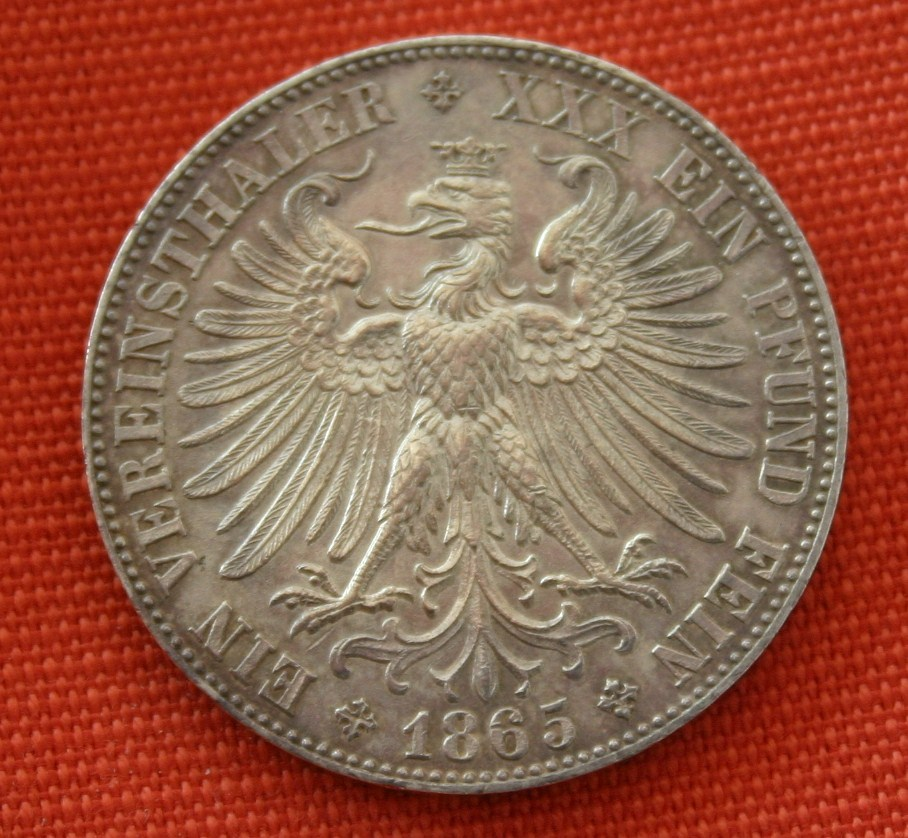
Revers Vereinstaler Freie Stadt Frankfurt von 1865

Frankfurt am Main war am 2. Januar 1836 dem Deutschen Zollverein beigetreten. 1837 legte der Zollverein im Münchner Münzvertrag den Münzfuß für die Kurantmünzen neu fest. Künftig sollten einer Mark Feinsilber (233,85 Gramm) 24 ½ Gulden entsprechen. Man brauchte den Wahlspruch, um ihn auf den Rand der Frankfurter Gulden zu prägen. Auch die ab 1857 gültigen Vereinstaler und ihre Sonderprägungen, zum Beispiel zum Frankfurter Fürstentag 1863, erhielten diese Randverzierung.
Nach der gewaltsamen Annexion der Freien Stadt Frankfurt durch das Königreich Preußen 1866 bekam der Wahlspruch eine politische Bedeutung, weil er für das Selbstbestimmungsrecht der Bürger stand. Der Frankfurter Volksmund interpretierte den Anspruch auf seine eigene Weise: Stark im Recht, schwach im Gefecht! (auf Frankfurterisch: Stack im Rescht, schwach im Gefescht!), da die Geschichte von Frankfurt am Main in der Tat arm an militärischen Großtaten ist.
Der Bürgersaalbau, ein 1897 bis 1900 entstandener Erweiterungsbau des historischen Rathauskomplexes, erhielt als Fassadenschmuck in Sandstein einen Frankfurter Adler. Über ihm befindet sich als Relief ein Spruchband mit dem Wahlspruch. Auch das 1907 angelegte Goldene Buch der Stadt Frankfurt am Main trägt als Verzierung auf dem Einband den Adler mit dem Wahlspruch in goldenen Lettern.
Die 1913 in Frankfurt gegründete und dort heute noch ansässige katholische Studentenverbindung K.D.St.V. Hasso-Nassovia Frankfurt am Main übernahm den Wahlspruch bei ihrer Gründung und führt ihn noch immer.